# Phrynus eucharis
Espèce
Phrynus eucharis est une espèce d'amblypyges de la famille des Phrynidae.

## Distribution
Cette espèce est endémique des Antilles. Elle se rencontre en République dominicaine, à Haïti et à Porto Rico sur l'Isla Mona.

## Description
La carapace de la femelle holotype mesure 2,95 mm de long sur 4,40 mm.

## Publication originale
- Armas & Gonzalez, 2002 : Los amblipígidos de República Dominicana (Arachnida: Amblypygi). Revista Iberica de Aracnologia, vol. 3, p. 47-66 (texte intégral).